# Gabriel Miossec (homme politique, 1869-1954)
Pour les articles homonymes, voir Gabriel Miossec.
Gabriel Miossec, né le 20 juillet 1869 à Dinéault (Finistère) et mort le 27 septembre 1954 à Rueil-Malmaison (Hauts-de-Seine), est un homme politique français.

## Biographie
Fils d'Yves-Gabriel Miossec, Gabriel Miossec est associé au commerce d'engrais de son père.

### Législatives 1900-1906
À la suite du décès de ce dernier, il lui succède comme député du Finistère (1re circonscription de Châteaulin) lors d'une partielle le 18 juin 1900. Il siège avec les progressistes libéraux. Réélu en 1902 sans concurrent sérieux, il rejoint l'Action libérale populaire. Battu lors du scrutin de ballotage en 1906 par Théodore Halléguen (UD), il se retire de la vie politique. 

### Législatives 1924
Il s'installe alors comme industriel à Audierne. 
En 1924 pour les législatives, Henri Février déçu du résultat du Congrès Républicain qui ne l'intègre pas dans la liste de Concentration Républicaine forme une liste dissidente. Gabriel Miosssec est promu tête de liste. Ils soutiennent les politiques de Raymond Poincaré et sont opposés au Cartel des gauches. 
C'est un échec, il n'obtient que 5 133 voix sur 153 961 exprimés (3,33%). La moyenne de la liste étant de 5 014 votes soit 3,26%.
Il est le père de Gabriel Miossec (1901-1983), qui fut lui aussi trois fois député du Finistère sous la Ve République.

## Sources
- « Gabriel Miossec (homme politique, 1869-1954) », dans le Dictionnaire des parlementaires français (1889-1940), sous la direction de Jean Jolly, PUF, 1960 [détail de l’édition]